# Liste von Persönlichkeiten der Stadt Danzig
Diese Liste führt Personen, die mit der Stadt Danzig in Verbindung stehen, in chronologischer Reihenfolge auf.

## Söhne und Töchter der Stadt Danzig

### 12. – 17. Jahrhundert

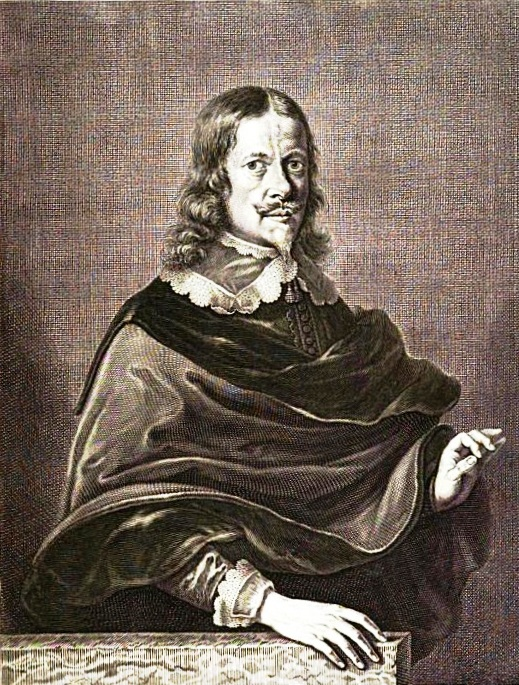
Johannes Hevelius
(1611–1687)

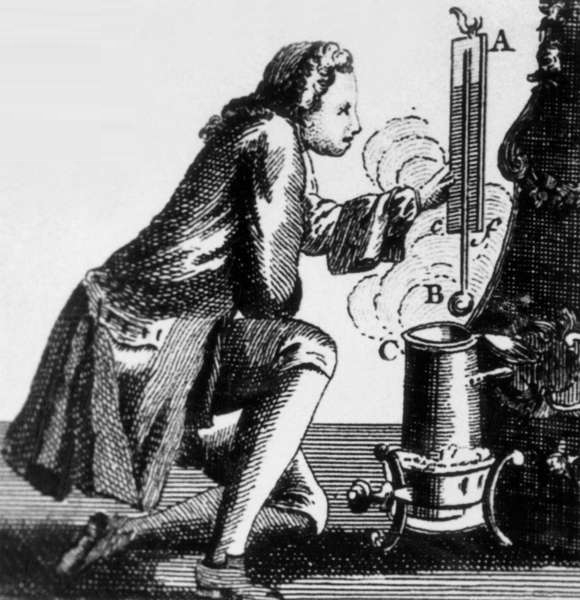
Daniel Gabriel Fahrenheit (1686–1736)

- Swantopolk II. (1195–1266), Herzog von Ostpommern, Gründer der deutschen Ansiedlung
- Johann Ferber (1430–1501), Bürgermeister von Danzig
- Christoph Beyer (1458–1518), Kaufmann, Ratsherr und Chronist
- Eberhard Ferber (1463–1529), Bürgermeister von Danzig
- Mauritius Ferber (1471–1537), katholischer Theologe und Bischof von Ermland
- Tiedemann Giese (1480–1550), katholischer Theologe und Bischof von Ermland
- Johannes Dantiscus (1485–1548), Bischof von Kulm und des Ermlandes, Diplomat und Dichter
- Constantin Ferber (1520–1588), Bürgermeister von Danzig
- Hans Weinreich († 1559/60), Buchdrucker in Danzig
- Jacob Knade († 1564), erster reformatorischer Prediger in Danzig
- Albrecht Giese (1524–1580), Ratsherr und Diplomat
- Johannes Mathesius der Jüngere (1544–1607), deutscher Mediziner und Hochschullehrer
- Willem van den Blocke (1550–1628), Bildhauer und Architekt
- Valentin Radecke (um 1550–1632), deutsch-polnischer Theologe
- Martin Gruneweg (1562–um 1618), Kaufmann und Dominikanermönch
- Anton Möller (1563–1611), Maler
- Hans Strackwitz (1567–1642), Baumeister der Marienkirche von Danzig
- Joachim Oelhaf (1570–1630), Arzt
- Abraham van den Blocke (1572–1628), Architekt und Bildhauer
- Izaak van den Blocke (1572–1626), Maler
- Daniel Dilger (1572–1645), lutherischer Pfarrer an St. Katharinen und St. Marien, Verteidiger Arnds
- Gasparan (* 1573, † unb.), Seemann
- Reinhold Kleinfeld (1575–1628), Stadtsekretär und Diplomat
- Konstantin Fiedler (1579–1644), evangelisch-lutherischer Geistlicher, Superintendent in Rostock
- Peter Crüger (1580–1639), Philologe, Astronom und Mathematiker
- Paul Siefert (1586–1666), Organist und Komponist
- Daniel Schwabe (1592–unbekannt), Wundarzt, Hofchirurg
- Peter Oelhaf (1599–1654), Jurist und Historiker
- Johann Botsack (1600–1674), lutherischer Theologe
- Johannes Mochinger (1603–1652), lutherischer Theologe und Geistlicher
- Nathanael Dilger (1604–1679), lutherischer Hofprediger, Sohn von Daniel
- Heinrich Nicolai (1605–1660), lutherischer Theologe und Philosoph
- Reinhold Curicke (1610–1667), Jurist und Danziger Historiker
- Jeremias Falck (1610–1667), Maler, Porträt von Willem Blaeu
- Johannes Hevelius (1611–1687), Bierbrauer, Astronom, Stadtrat, Vetter von Hecker
- Daniel Zwicker (1612–1678), Mediziner und theologischer Autor
- Georg von Strackwitz (1614–1675), Sohn des Hans Strackwitz, ebenfalls Baumeister
- Daniel Schultz (1615–1683), Maler
- Kaspar Förster der Jüngere (1616–1673), Sänger, Kapellmeister und Komponist
- Bogusław Radziwiłł (1620–1669), litauischer Fürst, Statthalter im Herzogtum Preußen
- Daniel Haderschleeff (um 1623 – 1675), Mediziner
- Johannes Schmiedt (1623–1690), Mediziner, Pionier bei der Erforschung der Aphasie
- Johann Hecker (1625–1675), Astronom in Danzig, Vetter von Hevelius
- Balthasar Erben (1626–1686), Kapellmeister und Komponist
- Georg Neufeld (1627–1673), deutscher Philosoph
- Johann Aken (≈1629–1689), Maler des Barock
- Christoph Hendreich (1629/30–1702), Historiker und Bibliothekar
- Salomon Adler (1630–1709), Maler, bedeutender Porträtist in Bergamo und Mailand
- Israel Conradi (1634–1715), Arzt, Philosoph, Dichter und Naturforscher
- Jakob Breyne (1637–1697), Botaniker
- Heinrich Linck (1638–1717), Apotheker und Begründer eines Naturalienkabinetts
- Reinhold Pauli (1638–1682), reformierter Theologe, Prediger und Hochschullehrer
- Samuel Andreae (1640–1699), lutherischer Theologe
- Johann Jacob Döbel (der Ältere) (1640–1684), deutscher Arzt
- Ernst Lange (1650–1727), Kirchenlieddichter
- Johann Christoph Rosteuscher (1657–1708), evangelischer Theologe und Philologe
- Andreas Austen (1658–1703), reformierter Theologe, Gräzist und Orientalist
- Andreas Schlüter (1659/60–1714), Architekt und Bildhauer
- Georg Pasch (1661–1707), Ethnologe, Logiker und lutherischer Theologe
- Johann Gottfried von Diesseldorf (1668–1745), Danziger Gelehrter, Bürgermeister und Burggraf von Danzig
- Johann Gottlieb Möller (1670–1698), deutscher lutherischer Theologe und Kirchenhistoriker
- Martin von Neugebauer (1670–1758), schwedischer Diplomat, Kanzler in Schwedisch-Pommern
- Philipp Sauerland (1677 – um 1760), deutscher Maler
- Johann Philipp Breyne (1680–1764), Botaniker, Paläontologe und Zoologe
- Johann Simon Beckenstein (1684–1742), Jurist und Heraldiker
- Karl Leonhard Gottlieb Ehler (1685–1753), Politiker und Astronom
- Daniel Gottlieb Messerschmidt (1685–1735), Arzt und Naturforscher
- Daniel Gabriel Fahrenheit (1686–1736), Physiker und Instrumentenbauer
- Anna Maria Werner (1688–1753), Miniaturzeichnerin und sächsische Hofmalerin
- Gottfried Lengnich (1689–1774), Jurist und Historiker
- Johann Jacob Mascov (1689–1761), sächsischer Jurist
- Andreas Charitius (1690–1741), lutherischer Theologe
- Gottfried Mascov (1698–1760), Rechtswissenschaftler

### 18. Jahrhundert

Arthur Schopenhauer (1788–1860)

- Friedrich Groschuff (1701–1784), Philologe
- Justine Ayrer (1704–um 1790), deutsche Email- und Miniaturmalerin
- Gottfried Reyger (1704–1788), Botaniker und Naturforscher
- Daniel Gralath (1708–1767), Physiker und Bürgermeister von Danzig
- Johann Daniel Pucklitz (vor 1710–1774), Komponist und Ratsmusiker
- Jacob Wessel (1710–1780), Maler
- Joachim Samuel Weickmann (1712/14–1774), lutherischer Theologe
- Luise Adelgunde Victorie Gottsched (1713–1762), Schriftstellerin
- Friedrich Wilhelm Sartorius (1715–1784), lutherischer Generalsuperintendent der Niederlausitz
- Gottlieb Wernsdorf I. (1717–1774), Pädagoge, Rhetoriker und Autor
- Johann Conrad Eichhorn (1718–1790), Pastor und Zoologe
- Nikita Panin (1718–1783), russischer Außenminister unter Zarin Katharina II.
- Johann Bücher (1721–1785), lutherischer Theologe
- Friedrich Rudolf Dalitz (1721–1804), Orgelbauer
- Georg Simon Löhlein (1725–1781), Musiker und Komponist
- Johann Gottfried Reyger (1725–1793), letzter Bürgermeister der Freien Stadtrepublik Danzig
- Daniel Nikolaus Chodowiecki (1726–1801), Kupferstecher, Grafiker und Illustrator
- Johann Bentzmann (1727–1795), Kaufmann, Bürgermeister und königlicher Burggraf von Danzig
- Johann Gottlieb Goldberg, auch Johann Theophilus Goldberg (1727–1756), Cembalist, Organist des Barock, Schüler von Joh. Seb. Bach
- Johann Uphagen (1731–1802), Reeder, Kaufmann und bibliophiler Sammler
- Friedrich Muhl (1732–1797), Kaufmann und Ratsherr in Danzig
- Adam Kazimierz Czartoryski (1734–1823), Feldmarschall
- Jan Mikołaj Chodkiewicz (1738–1781), polnisch-litauischer Adeliger ruthenischer Herkunft
- Daniel Ernst Wagner (1739–?), Privatgelehrter und Autor historischer Werke
- Daniel Gralath der Jüngere (1739–1809), Rechtswissenschaftler und Lokalhistoriker von Danzig
- Johann Wilhelm von Archenholz (1741–1812), Historiker und Publizist
- Benjamin Gotthold Siewert (1743–1811), Kapellmeister und Komponist
- Carl Gottlieb Strauß (1743–1790), Hochschullehrer am akademischen Gymnasium Danzig
- Johann Benjamin Koppe (1750–1791), lutherischer Theologe und Hochschullehrer an der Universität Göttingen
- Francis de Rottenburg (1757–1832), General und Militärschriftsteller in britischen Diensten
- Johanna Schopenhauer (1766–1838), Schriftstellerin
- Johann Christian Aycke (1766–1854), Verwaltungsbeamter in Danzig und Naturforscher
- Christian Gottlieb Konopack (1767–1841), Rechtswissenschaftler
- Henriette Baranius (1768–1853), Schauspielerin und Opernsängerin
- Johannes Daniel Falk (1768–1826), Theologe und Schriftsteller
- Abraham Ludwig Muhl (1768–1835), Kaufmann und Senator in Danzig
- Antonio Casimir Cartellieri (1772–1807), Komponist
- Jakob Friedrich von Rüchel-Kleist (1778–1848), preußischer General der Infanterie, Gouverneur und Ehrenbürger
- Karl Friedrich Meyerheim (1780–1841), Maler
- Arthur Schopenhauer (1788–1860), Philosoph
- Ludwig Steffen (1793–1850), Kupferstecher und Lithograf
- Leopold Zielke (1793–1861), Architekt, Maler und Zeichner
- Karl Groddeck (1794–1877), Politiker, Oberbürgermeister der Stadt Danzig
- Nathanael Wilhelm Rothländer (1797–nach 1831), Maler
- Rudolf von Horn (1798–1863), Generalleutnant
- Karl Schnaase (1798–1875), Jurist und Kunsthistoriker
- Wilhelm Schumacher (1800–1837), Schriftsteller und Zeitungsverleger

### 19. Jahrhundert

#### 1801–1850
- Karl Edmund Robert Alberti (1801–1870), Geistlicher, Pädagoge, Komponist und Autor
- Carl Friedrich Ferdinand Buckow (1801–1864), deutsch-österreichischer Orgelbauer
- Johann Karl Schultz (1801–1873), Maler
- August Ludwig Busch (1804–1855), Astronom, Leiter der Sternwarte Königsberg
- Otto Friedrich Gruppe (1804–1876), Philosoph, Altphilologe und Publizist
- Ludwig von Platen (1804–1869), Jurist und Politiker
- Rahel Meyer (1806–1874), Schriftstellerin
- Werner von Selchow (1806–1884), Politiker, preußischer Landwirtschaftsminister
- Robert von Frankenberg und Ludwigsdorf (1807–1873), preußischer General
- Adolph Friedrich von Wernich (1807–1873), Landrat und Eisenbahndirektor
- Friedrich Eduard Meyerheim (1808–1879), Maler
- Michael von Rautenberg-Klinski (1808–1884), MdHdA
- Johann Carl Reimsfeld (1808–1882), deutscher Maler, Lithograf, Architekt und Eisenbahningenieur
- Richard Roepell (1808–1893), Historiker und Politiker
- Levin Weiß (1809–1848), Student und Revolutionär 1848 in Berlin
- Meyer Michaelson (um 1810 – um 1865), Genre- und Porträtmaler der Düsseldorfer Schule
- Joachim Marquardt (1812–1882), Gymnasiallehrer und Historiker
- Aaron Bernstein (1812–1884), Schriftsteller
- Hermann Friedrich Waesemann (1813–1879), Architekt
- Wilhelm Alexander Meyerheim (1815–1882), Maler und Lithograf
- August Hermann Ewerbeck (1816–1860), Schriftsteller, Mitglied im Bund der Gerechten
- Carl Heinrich Ludwig von Schaper (1816–1885), Rittergutsbesitzer, MdR
- Carl Hermann Berendt (1817–1878), Arzt, Politiker und Mayaforscher
- August Hirsch, geboren als Aron Simon Hirsch (1817–1894), Mediziner, Epidemiologe und Hochschullehrer
- Rosa Eleonore Behrend (1818–1842), deutsche Sängerin
- Richard Krieger (1818–1906), Regierungsrat und Reichstagsabgeordneter
- Adolf von Hertzberg (1820–1910), preußischer Generalleutnant
- Friedrich Engel (1821–1890), Architekt
- Heinrich von Rosenzweig (1821–1893), preußischer General der Infanterie und Gouverneur von Köln
- Ernst Förstemann (1822–1906), Archivar, Bibliothekar und Historiker
- Eduard von Jachmann (1822–1887), Vizeadmiral
- Carl Rudolf Pfahl (1822–1901), Verwaltungsjurist in Preußen
- Ludwig Schwarz (1822–1894), deutsch-russischer Astronom, Topograf und Geodät
- Ludwig Giersberg (1824–1883), Architekt und Baubeamter
- Carl Eggert (1824–1903), MdR
- Ernestine Friedrichsen (1824–1892), Genremalerin
- Friedrich Wilhelm Schirrmacher (1824–1904), Historiker
- Ludwig Pietsch (1824–1911), Maler und Kunstschriftsteller
- Bernhard Sieburger (1825–nach 1897), deutsch-böhmischer Porträt- und Historienmaler
- Friedrich Strehlke (1825–1896), deutscher Pädagoge und Literaturwissenschaftler
- Richard Fischer (1826–1870), Landschaftsmaler
- Karl Theodor Groddeck (1826–1885), Arzt
- Friedrich Meyer (1826–1888), MdR
- Ludwig August Clericus (1827–1892), Heraldiker, Sphragistiker und Genealoge
- Theodor Wilhelm Lesse (1827–1904), Jurist, MdR
- Robert Koenig (1828–1900), Lehrer, Schriftsteller und Zeitschriftenredakteur
- Hermann Meyerheim (1828–1903), Maler
- Levin Goldschmidt (1829–1897), Jurist und Handelsrechtler
- Moritz Becker (1830–1901),  Bergwerkunternehmer in Ostpreußen
- Wilhelm Jebens (1830–1907), preußischer Jurist und Kommunalpolitiker
- Max Abraham (1831–1900), Musikverleger
- Reinhold Boie (1831–1907), Politiker, Oberbürgermeister von Bromberg und Mitglied des Preußischen Herrenhauses
- Ernst Dircksen (1831–1899), Eisenbahn-Architekt
- Wilhelm Martens (1831–1902), deutscher Kirchenhistoriker und Jurist
- Leo von Graß-Klanin (1832–1917), Großgrundbesitzer, Politiker, Mitglied des Preußischen Herrenhauses
- Paul Bronsart von Schellendorff (1832–1891), preußischer General, Kriegsminister
- Victor von Fischer-Treuenfeld (1833–1892), Landrat und Geheimer Regierungsrat
- Albrecht Nagel (1833–1895), Augenarzt und Hochschullehrer
- Walther Bronsart von Schellendorff (1833–1914), preußischer General, Kriegsminister, Mitglied des Preußischen Herrenhauses
- Georg Theodor Schirrmacher (1833–1864), Architekt
- Friedrich Boehm (1834–1906), Rittergutsbesitzer, Jurist und Landrat in den Kreisen Schrimm und Altenkirchen
- Moritz Schneller (1834–1896), Augenarzt
- George Davidsohn (1835–1897), Journalist, Gründer und Chefredakteur des Berliner Börsen-Couriers
- Richard Faltin (1835–1918), Komponist, Organist, Musikpädagoge und Sammler finnischer Volksmusik
- Emil Jacobsen (1836–1911), Chemiker und Schriftsteller
- Johannes Trojan (1837–1915), Schriftsteller
- Emilie Wiede-Focking (1837–1910), eine der ersten deutschen Zahnärztinnen
- Samuel Kokosky (1838–1899), Journalist und Sozialdemokrat
- Eduard Winkelmann (1838–1896), Historiker
- Brigitte Augusti (1839–1930), Autorin
- Carl Lucke (1840–1914), Gutspächter und Mitglied des Deutschen Reichstags
- Adolf Lölhöffel von Löwensprung (1841–1928), Generalmajor
- Franz Schultz (1841–um 1925), Gymnasialdirektor, Heimatforscher und Genealoge
- Wilhelm Koch (1842–1918), Anatom
- Emil Hartwich (1843–1886), Richter und Sportpädagoge
- Ferdinand Hirsch (1843–1915), Gymnasiallehrer, Historiker und Autor
- Arthur Brunsich von Brun (1845–1938), General der Infanterie
- Franz Johannes von Rottenburg (1845–1907), Jurist und Diplomat
- Max Perlbach (1848–1921), Bibliothekar und Historiker
- Paul von Breitenbach (1850–1930), preußischer Minister
- Carl Fürstenberg (1850–1933), Bankier, Direktor der Berliner Handels-Gesellschaft
- John Koch (1850–1934), Literaturforscher

#### 1851–1875
- Fritz von Below (1853–1918), preußischer General
- Robert Davidsohn (1853–1937), Historiker
- Hugo von Wasielewski (1853–1936), preußischer General der Infanterie
- Felix Damme (1854–1928), Jurist
- Emil Treptow (1854–1935), Bergbaukundler
- Hugo Conwentz (1855–1922), Botaniker und Naturschützer
- Ernst Grenz (1855–1921), Former, Gewerkschaftsfunktionär, MdR
- Richard Gromsch (1855–1910), Marineoberbaurat und Hafenbaudirektor in Tsingtao und Danzig
- Kurt Steffens (1855–1910), Jurist, Verwaltungsbeamter, Landrat des Landkreises Fulda
- Clara Anhuth (1856–1941), Schriftstellerin
- Georg Fuchs (1856–1939), General der Infanterie
- Otto Joel (1856–1916), Bankfachmann
- Carl William Klawitter (1856–1929), Schiffswerftbesitzer
- Otto von Below (1857–1944), General der Infanterie
- Johannes Böhm (1857–1938), Paläontologe und Geologe
- Adolf Hofrichter (1857–1916), Redakteur, Funktionär und Politiker
- Max Kaeseberg (1857–1908), Schriftsteller
- Rudolf von Schoen-Angerer (1857–1943), Verwaltungsjurist
- Julius von Wasielewski (1857–1938), preußischer Generalmajor
- Oskar Ehm (1858–1929), deutscher Bauunternehmer und Politiker (DNVP)
- Johanna Richter (1858–1943), Opernsängerin (Koloratur-Sopran) und Gesangslehrerin
- Franz Gustav von Wandel (1858–1921), General der Infanterie
- Max Guth (1859–1925), deutscher Architekt und preußischer Baubeamter
- Johannes Oscar Schubert (1859–1947), Mathematiker, Physiker, Geodät und Meteorologe
- Friedrich von Wenckstern (1859–1914), deutscher Japanologe und Dozent in Japan und Münzsammler
- Walther Domansky (1860–1936), evangelischer Pfarrer und Schriftsteller
- Ludwig Kaemmerer (1862–1938), deutscher Kunsthistoriker
- Ernst Schultz (1862–1919), Mathematiker, Lehrer in Westpreußen, Dortmund und Duisburg
- Felix Benjamin Ahrens (1863–1910), Chemiker
- Hugo Münsterberg (1863–1916), deutsch-amerikanischer Psychologe und Philosoph
- Paul Scheerbart (1863–1915), Schriftsteller
- Emil Kronke (1865–1938), Komponist
- Paul Eschert (1865–1931), deutscher Likörfabrikant und Politiker
- Max Halbe (1865–1944), Schriftsteller
- Paul Kumm (1866–1927), Botaniker und Prähistoriker
- Johannes Stein (1866–1941), Jurist und Finanzminister des Freistaats Oldenburgs
- Richard Lipinski (1867–1936), Gewerkschafter und Politiker
- Katharina Kloss (1867–1945), Lehrerin und Politikerin
- Bruno Ehrlich (1868–1945), Lehrer und Heimatforscher
- Paul Wilski (1868–1939), Geodät
- Richard Abegg (1869–1910), Chemiker
- Alfred Flatow (1869–1942), Geräteturner, Olympiasieger und NS-Opfer
- Hermann Freytag (1869–1921), Pfarrer und Regionalhistoriker
- Gustav Grade (1869–1935), deutscher Artist
- Moritz Liepmann (1869–1928), Kriminologean der Universität Hamburg
- Paul Eichholtz (1870–1928), deutscher Bauunternehmer und Politiker (DNVP)
- Otto von Bronk (1872–1951), Physiker und Fernsehpionier
- Ernst Ewert (1872–unbekannt), deutscher Versicherungsfachmann und Schriftsteller
- Gustav Lindemann (1872–1960), Theaterleiter und Regisseur
- Adolf Brodowski (* 1873), deutscher Politiker (DNVP)
- Werner Kämmerer (1873–unbekannt), Luftfahrtpionier in Kolumbien
- Agnes Schultheiß (1873–1959), Pädagogin, Sprachwissenschaftlerin und Stadträtin in Ulm
- Hans Schwarzkopf (1873–1921), Chemiker, Erfinder und Unternehmer (Firma Schwarzkopf)
- Max Adalbert (1874–1933), Schauspieler
- Marie Baum (1874–1964), Sozialpolitikerin, Reichstagsabgeordnete
- Reinhold Kiehl (1874–1913), Architekt und Baubeamter
- Franz Schroeder (1874–1948), Politiker
- Walter Turszinsky (1874–1915), deutscher Schriftsteller, Journalist und Drehbuchautor

#### 1876–1900
- Karl Fuchs (1876 – nach 1943), Weingroßhändler und Senator in Danzig
- Waldemar Macholz (1876–1950), evangelischer Theologe
- Paul Scharfe (1876–1942), SS-Obergruppenführer und General der Waffen-SS
- Alfred Stock (1876–1946), Chemiker
- Rose von Mangoldt, geborene Otto (1877–1967), Volkswirtschaftlerin, Journalistin, Frauenrechtlerin und Sozialreformerin
- Ludwig Schroeder (1877–unbekannt), deutscher Offizier
- Wilhelm Liepmann (1878–1939),[1] Professor der Gynäkologie und Geburtshilfe in Berlin, dann Spanien und ab 1933 in der Türkei
- Walter Reek (1878–1933), Politiker (SPD), Mitglied der Weimarer Nationalversammlung
- Max Behrendt (1879–1938), deutscher Politiker, Senator in Danzig (SPD)
- Arnold Kressmann (1879–1968), Landrat in Pommern, Richter am Oberverwaltungsgericht
- Karl Most (1879 – n. 1949), deutscher Politiker (Ost-CDU)
- Lothar Barck (1880–1957), Staatswissenschaftler
- Paul Enderling (1880–1938), Schriftsteller und Übersetzer
- Waldemar Koehne (1880–1938), Reichsgerichtsrat
- Ernst Kraft (1880–1963), deutscher Gewerkschafter und Politiker
- Johannes Czarnecki (1882–1925), deutscher Politiker (USPD, KPD)
- Albert Falk (* 1882), deutscher Politiker (DVP)
- Kurt Brenkendorf (1882–1944), Schauspieler beim Stummfilm
- Herbert Assmann (1882–1950), Mediziner
- Erich Dombrowski (1882–1972), Journalist und Schriftsteller
- Hermann Baden (1883–1962), Vorsitzender der Jüdischen Gemeinde der DDR
- Reinhold Koenenkamp (1883–1962), Konzertsänger (Tenor), Chorleiter, Gesangslehrer, Musikkritiker und Komponist
- Felix Meseck (1883–1955), Maler und Grafiker
- John Graudenz (1884–1942), Pressefotograf
- Kurt Hagen (1884–1945), deutscher Schauspieler
- Friedrich Richard Ostermeyer (1884–1963), Architekt und Stadtplaner
- Felix Raschke (1884–1957), Politiker (KPD/SED)
- Waldemar Bender (1885–1950), Konteradmiral der Kriegsmarine.
- Kurt Feyerabend (1885–1939), Architekt
- Max Herrmann (1885–1915), Sprinter
- Hans Ludwig (1885–1964), Radrennfahrer
- Ulrich Leman (1885–1988), Maler
- Paul Malachinski (1885–1971), Politiker (KPD/SED)
- Hans Walter Schmidt (1885–1974), Schriftsteller
- Richard Baltzer (1886–1945), Offizier, Generalleutnant, sowie Generalmajor der Landespolizei
- Artur Golke (1886–1938), Politiker
- Georg Lichey (1886–1939), deutscher Schriftsteller
- August Momber (1886–1969), Schauspieler und Regisseur
- Kurt Poll (1886–1943), Landrat in Ostpreußen und in der Freien Stadt Danzig
- Walter Weinacht (1886–1968), deutscher Theaterschauspieler
- Alice Wosikowski (1886–1949), Politikerin
- Lisbeth Glaeser-Wilken (1887–1977), Schauspielerin und Lehrerin, Ehefrau des Schauspielers Paul Albert Glaeser-Wilken Lisbeth Wirtson
(1887–1977)

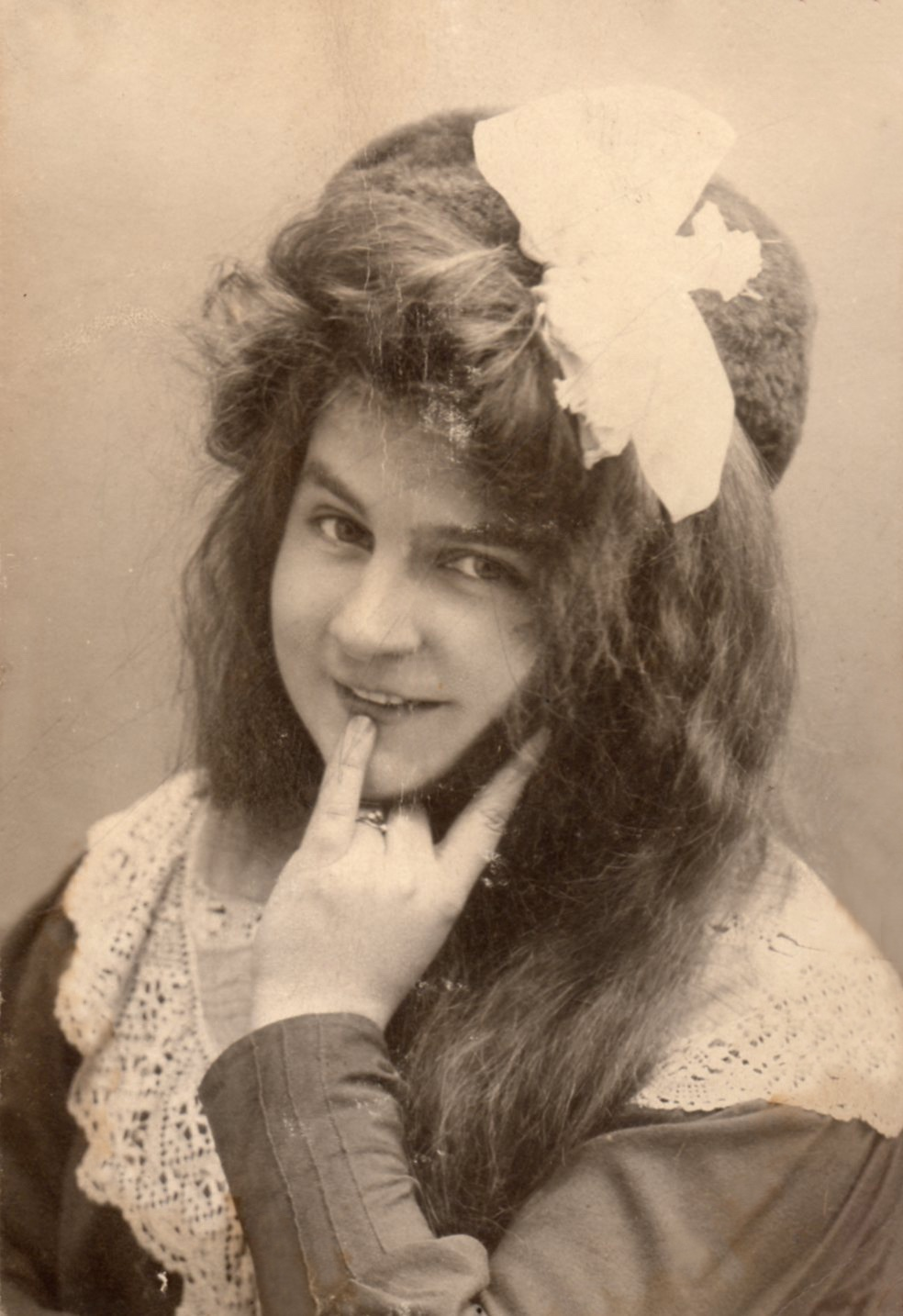
Lisbeth Wirtson
(1887–1977)

- Arthur Hoffmann (1887–1932), Leichtathlet
- Gotthelf Heinrich Pistor (1887–1947), Schauspieler und Opernsänger (Tenor)
- Hans Schmauch (1887–1966), Landeshistoriker des Ermlands
- Walter Wittke (1887–1955), General
- Ernst Morwitz (1887–1971), Jurist, Schriftsteller, Germanist und Senatspräsident
- Ernst Gall (1888–1958), Kunsthistoriker und Denkmalpfleger
- Reinhold Schwarz (1888–1952), Politiker (LDPD), Bürgermeister im sowjetischen Sektor Berlins
- Elsa Faber von Bockelmann (1890–1980), Schriftstellerin und Märchendichterin
- Walter Sutkowski (1890–1983), Bildhauer
- Helmut Brümmer-Patzig (1890–1984), U-Boot-Kommandant
- Edgar Wöhlisch (1890–1960), Professor der Physiologie in Heidelberg und von 1932 bis 1957 in Würzburg
- Curt Ziesmer (1890–1966), Grafiker und Maler
- Heinz Kraschutzki (1891–1982), Marineoffizier, Pazifist, Strafvollzugsbeamter und Publizist
- Bruno Paetsch (1891–1976), Maler und Grafiker
- Bruno Rothardt (1891–1980), SS-Brigadeführer und Generalmajor der Waffen-SS
- Alexander Abt (1892–1970), Generalmajor
- Paul Herrmann (1892–1974), Generalmajor
- Holdine Stachel (1892–1974), Politikerin und Schriftstellerin
- Friedrich Stephan (1892–1945), Generalleutnant
- Kurt Walter (1892–1963), evangelisch-lutherischer Pfarrer der Bekennenden Kirche
- Hermann Balck (1893–1982), Offizier
- Paul Ehmke (1893–1973), Arzt und Freimaurer
- Erich Keyser (1893–1968), Historiker
- Gerhard Beckmann (1893–1976), Richter, MdBB
- Helmut Kluck (1894–1967), Mediziner, Senator für Volksgesundheit der Freien Stadt Danzig
- Joachim von Tresckow (1894–1958), Generalleutnant
- Erich Willers (1894–1952), Jurist und Politiker (NSDAP)
- John Boldt (1895–1931), deutscher Seeoffizier der Kaiserlichen Marine im Ersten Weltkrieg
- Manfred Fürst (1895–1973), Schauspieler
- Fritz Brandtner (1896–1969), deutsch-kanadischer Maler, Zeichner, Wandmaler und Kunstpädagoge
- Gerhard Rose (1896–1992), Tropenmediziner
- Egmont Zechlin (1896–1992), Historiker
- Eberhard Barth (1897–1972), Jurist und Ministerialbeamter
- Hans Bidder (1897–1963), deutscher Diplomat, Botschafter und Kunstsammler
- Otto Ehrlichmann (1897–?), Politiker (NSDAP)
- Helene Kreft (1897–1974), Politikerin (KPD/SPD)
- Erich A. Klauck (1897–1979), expressionistischer Maler
- Friedrich Werner (1897–1955), Oberkirchenrat
- Hans Bernhard Meyer (1898–1982), Kunsthistoriker und Autor
- Wilhelm Bielefeld (1899–1979), kommunistischer Gewerkschaftsfunktionär und Widerstandskämpfer
- Odilo Braun (1899–1981), Dominikanerpater, Mitglied im Ausschuß für Ordensangelegenheiten der Deutschen Bischofskonferenz
- Paula Heimann (1899–1982), Psychiaterin und Psychoanalytikerin
- Alexander von Pfuhlstein (1899–1976), Generalmajor
- Fritz Weigle (1899–1966), Historiker
- Walter Franz Uhsadel (1900–1985), Theologe

### 20. Jahrhundert

#### 1901–1920
- Herbert Fröhlich (1901–?), deutscher Musiker
- Erich Großmann (1902–1948), Mediziner, SS-Führer und Senator für Volksgesundheit der Freien Stadt Danzig
- Hans Hohlwein (1902–1996), deutscher Theologe und deutsch-christlicher Oberkonsistorialrat der Deutschen Evangelischen Kirche
- Axel Ivers (1902–1964), deutscher Schauspieler, Theaterregisseur, Hörspielsprecher, Bühnenautor und Übersetzer
- Erika Körner, verheiratete Tiller (1902–1979), deutsch-österreichische Schauspielerin und Sängerin
- Georg Zoch (1902–1944), deutscher Drehbuchautor, Filmregisseur und Autor
- Emil Hirschfeld (1903–1968), deutscher Leichtathlet
- Theo M. Landmann (1903–1978), deutscher Glasmaler
- Meta Preuß-Totzki, geborene Kroll (1903–1981), Politikerin (KPD/SED), Abgeordnete des Volkstages der Freien Stadt Danzig
- Erich Ruschkewitz (1904–1941), deutscher Journalist und Lyriker
- Helmuth Naudé (1904–1943), deutscher Moderner Fünfkämpfer
- Traute Rose (1904–1997), deutsche Schauspielerin und Sängerin
- Hans Georg Schmidt von Altenstadt (1904–1944), Generalmajor
- Willy Sommerfeld (1904–2007), deutscher Stummfilm-Pianist
- Semi Joseph Begun (1905–1995), Elektrotechniker und Pionier der Magnetaufzeichnung
- Kurt Herholz (1905–1983), deutscher kommunistischer Politiker und Gewerkschafter
- Willy Lütcke (1905–1982), deutscher Maler, Grafiker und Bildhauer
- Karl Schmidt-Römer (1905–1977), Jurist und politischer Funktionär (NSDAP)
- Fritz Schwarz (1905–1974), Rechtshistoriker, Hochschullehrer
- Hans Zander (1905–1985), Violinist und Komponist
- Karl Buttmann (1906–2005), deutscher Architekt und Hochschullehrer
- Bruno Gröning (1906–1959), spiritueller Heiler
- Erwin Metzke (1906–1956), deutscher Philosoph
- Käthe Mitzlaff-Pahlke (1906–1970), Malerin
- Käte Voelkner (1906–1943), deutsche Widerstandskämpferin in der Résistance
- Hans Baatz (1906–1996), Frauen- und Badearzt in Bad Pyrmont
- Salome Gluecksohn-Waelsch (1907–2007), deutsch-amerikanische Genetikerin
- Erich Henschke (1907–1988), deutscher Widerstandskämpfer gegen den spanischen Faschismus
- Rudi Knees (1907–1982), deutscher Motorradrennfahrer
- Hanoch Avenary, geboren als Herbert Loewenstein (1908–1994), israelischer Musikwissenschaftler
- Eva Dworetzki (1908–1971), deutsch-britische Buchhändlerin
- Bernhard Luedtke (1908–2003), deutscher SS-Oberscharführer im KZ Stutthof
- John Pauls (1908–1946), deutscher SS-Oberscharführer im KZ Stutthof
- Johannes Post (1908–1948), deutscher Gestapomitarbeiter, SS-Sturmbannführer und Kommandant des Arbeitserziehungslagers Nordmark
- Hans Wocke (1908–1967?), Flugzeugkonstrukteur
- Hermann Diamanski (1909–1976), Widerstandskämpfer gegen den Nationalsozialismus
- Erich Kistowski (1909–1984), Oberst und Hauptabteilungsleiter des Ministeriums für Staatssicherheit (MfS) der Deutschen Demokratischen Republik
- Albin Sawatzki (1909–1945), deutscher Ingenieur
- Hermann Wendt (1909–1940), Militärhistoriker
- Eberhard Achterberg (1910–1983), deutscher Religionswissenschaftler und Publizist
- Martin Damß (1910–1962), deutscher Autor
- Hans Eller (1910–1943), deutscher Ruderer, Olympiasieger im Vierer mit Steuermann
- Else Elster (1910–1998), Schauspielerin
- Hans Ulrich Roll (1910–2000), deutscher Meteorologe
- Hans Rüdiger (1910–1964), Politiker in der DDR (NDPD)
- Irene Wosikowski (1910–1944), Widerstandskämpferin in der Résistance
- Erich Kruzycki (1911–1993), deutscher Leichtathlet
- Hans Vogt (1911–1992), Komponist
- Horst Korsching (1912–1998), Kernphysiker
- Moshe Landau (1912–2011), israelischer Jurist
- Ursula Sigismund (1912–2004), Schriftstellerin
- Klaus Eschenburg (1913–1973), Brigadegeneral im Bundesnachrichtendienst
- Leo Bardischewski (1914–1995), Schauspieler und Synchronsprecher
- Karl-Heinz Gehrmann (1914–1996), Historiker, Leiter der Ost-Akademie
- Heinz Hoffmann (1914–2008), Pädagoge, Schwimmer und Schwimmtrainer
- Helmut Kronsbein (1914–1991), Fußballspieler und -trainer
- Ernst Oldenburg (1914–1992), Maler und Bildhauer
- Heinrich Röcke (1914–2006), Architekt und Hochschullehrer
- Mathias Goeritz (1915–1990), Maler, Bildhauer, Architekt
- Henryk Hubertus Jabłoński (1915–1989), polnischer Komponist und Musikpädagoge
- Stanislaus-Edmund Szydzik (1915–2001), katholischer Geistlicher, Studenten- und Akademikerseelsorger
- Ulrich Becker (1916–1991), Jurist und Verwaltungswissenschaftler
- Erich Eltermann (1916–1991), Politiker (SPD)
- Peter Goldbaum (1916–1981), Produzent, Regisseur und Drehbuchautor
- Konrad Onasch (1916–2007), Kirchenhistoriker
- Max Archimowitz (1920–2000), Politiker (SPD)
- Gerard Gert (1920–2015), US-amerikanischer Beamter
- Georg Preuß (1920–1991), Hauptsturmführer der Waffen-SS
- Wolfgang Rothe (1920–1974), deutscher Romanist und Sprachwissenschaftler
- Rosemarie Springer, geb. Lorenz (1920–2019), deutsche Dressurreiterin

#### 1921–1940
- Heinz Brauer (1921–2004), deutscher Fußballspieler und -trainer
- Klaus Penner (1921–1998), deutscher Admiralarzt
- Justus Rosenberg (1921–2021), US-amerikanischer Linguist und Literaturwissenschaftler
- Alexander Salkind (1921–1997), Filmproduzent
- Stefania Bril (1922–1992), jüdische polnisch-brasilianische Chemikerin, Fotografin, Journalistin und Kunstkritikerin
- Liselotte Eder (1922–1993), Mutter von Rainer Werner Fassbinder, Schauspielerin
- Hans Jürgen Geerdts (1922–1989), Schriftsteller
- Manfred Kandt (1922–1992), Maler, Bildhauer und Architekt
- Wanda Klaff (1922–1946), deutsche KZ-Aufseherin
- Stephan Pfürtner (1922–2012), Moraltheologe
- Gerda Steinhoff (1922–1946), KZ-Aufseherin im KZ Stutthof, hingerichtet
- Miltiades Caridis (1923–1998), Dirigent
- Hans-Alexander Drechsler (1923–2002), deutscher Politiker (SPD)
- Käte Jaenicke (1923–2002), Schauspielerin
- Werner Sprenger (1923–2009), Schriftsteller und Meditationslehrer
- Georg Sturmowski (1923–2017), deutscher Politiker
- Joachim Scholz (1924–2023), Verfasser von Zeitzeugenberichten
- Walter Stark (1924–2009), Historiker, Hochschullehrer
- Winfried Trusen (1924–1999), deutscher Historiker
- Peter Weiss (1924–1981), deutscher Bildhauer
- Eddi Arent (1925–2013), Schauspieler, Komiker
- Werner Fischer (1925–1998), deutscher Politiker (NPD)
- Hans Ulrich Fuhrimann (1925–2009), Architekt, Maler und Bildhauer
- Herbert W. Kapitzki (1925–2005), Grafiker
- Heinz Hermann Koelle (1925–2011), deutsch-US-amerikanischer Raketentechniker
- Frank Meisler (1925–2018), deutsch-britisch-israelischer Architekt und Bildhauer
- Werner Riegel (1925–1956), Lyriker und Essayist
- Zvi H. Rosen (1925–2014), israelischer Philosoph
- Meir Schamgar (1925–2019), israelischer Jurist und Präsident des israelischen Obersten Gerichts
- Ruth Schmitz-Ehmke (1925–2007), deutsche Kunsthistorikerin und Denkmalpflegerin
- Peter Böhlke (* 1926), Schauspieler
- Ursula Happe (1926–2021), Schwimmerin
- Sabine Hoffmann (1926–2016), Malerin und Bildhauerin
- Klaus Kinski (1926–1991), Schauspieler
- Bruno Koschmider (1926–2000), deutscher Gastronom
- Gerard Mach (1926–2015), Leichtathlet und Leichtathletiktrainer
- Heinz Treuke (* 1926), Schauspieler
- Eberhard Bitzer (1927–1963), deutscher Journalist
- Hanno Blaschke (1927–2017), Sänger und Professor für Gesang
- Hans Derben (1927–2009), deutscher Politiker (CDU)
- Horst Ehmke (1927–2017), deutscher Politiker (SPD)
- Günter Grass (1927–2015), Schriftsteller und Literatur-Nobelpreisträger
- Hildegard Krug (1927–2012), deutsche Schriftstellerin
- Roman Legien (1927–2015), deutscher Politiker (CDU)
- Zygmunt Józef Pawłowicz (1927–2010), römisch-katholischer Weihbischof in Danzig
- Henry Rosovsky (1927–2022), US-amerikanischer Ökonom und Hochschullehrer
- Wolfgang Boehm (1928–2018), deutscher Mathematiker
- Hans-Lothar Fauth (1928–2012), deutscher Gastronom und Kommunalpolitiker (CDU), Ehrenbürger Danzigs
- Hans Funk (1928–2002), Zeichner
- Kurt Gdanietz (1928–2019), Chirurg an der Charité und Kinderchirurg an der Humboldt-Universität in Berlin
- Hanna-Renate Laurien (1928–2010), deutsche Politikerin (CDU)
- Hans-Hartwig Ruthenberg (1928–1980), Agrarwissenschaftler
- Hartmut Schill (1928–2015), Pathologe und Professor
- Helmut Schmidt (1928–2011), deutsch-US-amerikanischer Physiker und Parapsychologe
- Christa Schwertfeger (1928–2008), deutsche Schauspielerin
- Manfred Teschner (1928–2019), deutscher Hochschullehrer und Professor für Soziologie an der Technischen Hochschule Darmstadt
- Hans Voelkner (1928–2002), Geheimagent der DDR-Auslandsspionage
- Anna M. Cienciala (1929–2014), Historikerin und Hochschullehrerin
- Elisha Efrat (1929–2016), israelischer Geograph
- Georg Harder (1929–1985), Professor für Dialektischen und Historischen Materialismus am Franz-Mehring-Institut der Karl-Marx-Universität Leipzig
- Wolfgang Heinrichs (1929–1994), Wirtschaftswissenschaftler
- Rutka Laskier (1929–1943), Opfer des Holocaust
- Hans Raffée (1929–2021), Wirtschaftswissenschaftler und Hochschullehrer
- Ulrich Rembold (1929–2002), Ingenieur- und Informationswissenschaftler
- Dieter Wulff (1929–2010), Maler
- Lothar Freund (1930–2010), deutscher Jurist
- Frank Preuss (1930–2021), kolumbianischer Geiger und Musikpädagoge deutscher Herkunft
- Zalman Shoval (* 1930), israelischer Politiker, Diplomat und Bankier
- Wolfgang Völz (1930–2018), Schauspieler
- Horst Bielfeld (1931–2012), deutscher Naturfotograf und Autor
- Ingrid van Bergen (* 1931), Schauspielerin
- Erhard Krack (1931–2000), deutscher Politiker in der DDR (SED), Ost-Berliner Oberbürgermeister
- Heinz Schirk (1931–2020), deutscher Autor und Regisseur, Maler und Grafiker
- Erich Will (* 1931), Schauspieler und Hörspielsprecher
- Ingmar Zeisberg (1931–2022), Schauspielerin
- Karl-Heinz Reinfandt (1932–2023), deutscher Musikwissenschaftler und Musikpädagoge in Kiel
- Thomas Reschke (* 1932), deutscher Übersetzer
- Irenäus Wolfgang Totzke (1932–2013), deutscher Benediktiner und Theologe
- Wolfgang Dombrowski (* 1933), deutscher Berufsoffizier
- Peter Gorsen (1933–2017), Kunstwissenschaftler
- Jan Janca (1933–2023), deutsch-polnischer Organist und Komponist
- Helga Haase (1934–1989), Eisschnellläuferin
- Johannes Habich (* 1934), Kunsthistoriker und Denkmalpfleger
- Dieter Wien (* 1934), Schauspieler
- Hans-Georg Wolters (1934–2017), deutscher Arzt und Politiker
- Wolfgang Kirchner (* 1935), Schriftsteller und Drehbuchautor
- Dieter W. Leitner (* 1935), Journalist, Schriftkünstler und Buchgestalter
- Manfred Rexin (1935–2017), deutscher Reporter und Zeithistoriker
- Uta Szyszkowitz (* 1935), Literaturübersetzerin
- Renate Küster (* 1936), Kabarettistin, Schauspielerin und Synchronsprecherin
- Werner Liebrecht (1936–2011), deutscher Politiker (SPD)
- Hans-Joachim Schulze (1936–2024), Politiker (CDU) und Abgeordneter des Hessischen Landtags
- Hans Andree (* 1937), Hochschullehrer und Professor
- Gottfried Wilhelm Ehrenstein (1937–2021), deutscher Hochschullehrer und Professor für Kunststofftechnik an der Universität Erlangen-Nürnberg
- Georg Martin Lange (1937–2020), deutscher Fernsehregisseur, Texter und Buchautor
- Günter Kiefer-Lerch (1937–2014), deutscher Maler und Grafiker
- Avi Pazner (* 1937), israelischer Diplomat
- Andrzej Pelczar (1937–2010), Mathematiker und Hochschullehrer
- Heinz Rennhack (* 1937), Schauspieler
- Dieter Schanz (* 1937), deutscher Politiker (SPD)
- Friedrich Karl Waechter (1937–2005), Karikaturist
- Holger Czukay (1938–2017), deutscher Musiker
- Jörg-Peter Ewert (* 1938), deutscher Neurophysiologe
- Henneke Gülzow (1938–1997), deutscher evangelisch-lutherischer Theologe und Professor für Kirchen- und Dogmengeschichte
- Wolfgang Jansen (1938–1988), deutscher Schauspieler
- Win Labuda (* 1938), deutscher Forscher, Fotograf und Unternehmer
- Giselher von Nieding (1938–1987), deutscher Mediziner und Institutsleiter
- Hermann Salomon (1938–2020), Leichtathlet, Olympiateilnehmer und Sportwissenschaftler
- Dietrich Wiebe (1938–2009), deutscher Geograph und Politiker (SPD)
- Klaus Körner (* 1939), Jurist und Autor zur Zeitgeschichte
- Wolfhard Liegmann (1939–2008), Journalist
- Rupert Neudeck (1939–2016), Journalist, Mitgründer des Cap Anamur
- Dietrich Ratzke (1939–2025), Journalist und Medienmanager
- Ewald Schneidewind (* 1939), deutscher Endurosportler
- Bernt Ture von zur Mühlen (1939–2021), deutscher Buchwissenschaftler und Oberstudienrat
- Roswita Waechter (1939–2024), deutsche Künstlerin
- Harry Zörnack (* 1939), Handballspieler
- Dietrich Blaufuß (* 1940), deutscher evangelischer Theologe und Kirchenhistoriker
- Matthias Habich (* 1940), Schauspieler
- Volker Kaske (1940–2018), deutscher Politiker
- Thomas Kielinger (* 1940), Journalist
- Klaus Konzorr (* 1940), deutscher Wasserspringer
- Erich Lethgau (1940–2020), Künstler
- Rupert von Plottnitz (* 1940), deutscher Jurist und Politiker (Bündnis 90/Die Grünen)

#### 1941–1960
- Peter Busch (* 1941), deutscher Politiker (CDU)
- Jörg Heydemann (* 1941), deutscher Bildhauer und Objektkünstler
- Adolf Hoffmann (* 1941), deutscher Bauforscher und Hochschullehrer
- Eberhard Neumann-Redlin von Meding (* 1941), Frauenarzt, Königsberg-Historiker und Musiker
- Christian Ziewer (* 1941), deutscher Regisseur und Drehbuchautor
- Jörn Bleck-Neuhaus (* 1942), deutscher Kernphysiker und Hochschullehrer
- Christiane Blumhoff (1942–2023), deutsche Volksschauspielerin
- Gerald Braun (* 1942), deutscher Wirtschaftspädagoge
- Manfred Gertzki (1942–1973), Todesopfer an der Berliner Mauer
- Dieter Hoffmann (1942–2016), Leichtathlet und Olympiateilnehmer
- Hartmut Perschau (1942–2022), deutscher Politiker (CDU)
- Angela Plöger (* 1942), deutsche Übersetzerin
- Hans-Achim Roll (* 1942), Ministerialdirektor im Bundeskanzleramt
- Dagmar Scherf (* 1942), deutsche Autorin
- Winfried Schülke (1942–1994), deutscher Fußballspieler
- Wolfgang Schillkowski (* 1942), Hochspringer
- Renate Anger (1943–2008), Künstlerin
- Jürgen Bock (1943–2019), Mathematiker und Biometriker
- Katharina Hammerschmidt (1943–1975), Terroristin (RAF)
- Fritz von Korff (* 1943), deutscher General
- Dörthe Krause-Kümmell (1943–1995), Krankenschwester und  Lehrerin für Pflegeberufe
- Ingolf Thiel (1943–1985), deutscher Fotograf, Schauspieler und Kostümbildner
- Wolf-Dietrich Berg (1944–2004), deutscher Schauspieler
- Detlev Buchholz (* 1944), deutscher Physiker und Hochschullehrer
- Falk Pingel (* 1944), deutscher Historiker
- Jürgen Zürbig (1944–2014), deutscher Chemiker und Entwickler des Lkw-Katalysators
- Roman Jabłoński (* 1945), Cellist und Musikpädagoge
- Konstanty Andrzej Kulka (* 1947), Geiger
- Jacek Starościak (1947–2021), Stadtpräsident Danzigs, Diplomat
- Adam Jankowski (* 1948), österreichischer Maler
- Stefan Chwin (* 1949), Schriftsteller
- Jerzy Greszkiewicz (* 1950), Sportschütze
- Izabela Jaruga-Nowacka (1950–2010), Politikerin
- Krzysztof Kolberger (1950–2011), Schauspieler und Theaterregisseur
- Antoni Reiter (1950–1986), Judoka
- Andrzej Szarmach (* 1950), Fußballspieler
- Piotr Szulkin (1950–2018), Filmregisseur, Drehbuchautor und Filmproduzent
- Jan de Weryha-Wysoczański (* 1950), Bildhauer
- Jadwiga Jankowska-Cieślak (1951–2025), Schauspielerin
- Kazimierz Lewandowski (1951–2022), Ruderer
- Bogdan Lis (* 1952), Politiker
- Aleksander Hall (* 1953), Historiker und Politiker
- Jerzy Owsiak (* 1953), politischer Aktivist
- Dorota Stalińska (* 1953), Schauspielerin und Mitglied des Woiwodschaftstags
- Krzysztof Węgrzyn (* 1953), Geiger und Hochschullehrer
- Bogusława Pawelec (* 1954), Schauspielerin
- Janusz Pawliszyn (* 1954), Chemiker
- Błażej Śliwiński (* 1954), Historiker
- Piotr Cieśla (* 1955), Handballspieler
- Janusz Kupcewicz (1955–2022), Fußballspieler und -trainer
- Jolanta Kwaśniewska (* 1955), Unternehmerin und Präsidentengattin
- Janina Ochojska (* 1955), humanitäre Aktivistin
- Liliana Komorowska (* 1956), polnisch-kanadische Schauspielerin
- Piotr Nathan (* 1956), bildender Künstler
- Katarzyna Hall (* 1957), Politikerin
- Paweł Huelle (1957–2023), Schriftsteller
- Leszek Krowicki (* 1957), Handballspieler und -trainer
- Donald Tusk (* 1957), Politiker
- Grażyna Wolszczak (* 1958), Schauspielerin
- Marian Kolasa (* 1959), Stabhochspringer
- Sławomir Rybicki (* 1960), Politiker, Abgeordneter des Sejm

#### 1961–1970

Paweł Adamowicz
(1965–2019)

- Mariola Brillowska (* 1961), bildende Künstlerin
- Maciej Sikała (* 1961), Jazzmusiker
- Mirosław Adamczyk (* 1962), römisch-katholischer Erzbischof und Diplomat
- Ewa Dąbrowska (* 1963), Sprachforscherin
- Jacek Karnowski (* 1963), Stadtpräsident von Sopot
- Joanna Majdan (* 1964), Judoka
- Paweł Adamowicz (1965–2019), Stadtpräsident 1998–2019
- Maciej Łasicki (* 1965), Ruderer
- Zbigniew Zieliński (* 1965), römisch-katholischer Erzbischof von Posen
- Jacek Kurski (* 1966), Journalist und Politiker
- Mikołaj Trzaska (* 1966), Jazzmusiker
- Robert Ciborowski (* 1967), Wirtschaftswissenschaftler
- Greg Kuperberg (* 1967), Mathematiker
- Krzysztof Lisek (* 1967), Unternehmer und Politiker
- Marcin Sendecki (* 1967), Dichter, Publizist und Übersetzer
- Dariusz Michalczewski (* 1968), Boxer
- Tomasz Arabski (* 1968), Mitglied des polnischen Ministerrates
- Mariusz Podkościelny (* 1968), Schwimmer
- Cezary Siess (* 1968), Fechter
- Radosław Michalski (* 1969), Fußballspieler
- Monika Depta (* 1970), Orientierungsläuferin
- Waldemar Malak (1970–1992), Gewichtheber

#### 1971–1980
- Joanna Hagen (* 1971), deutsche Kommunalpolitikerin
- Magdalena Parys (* 1971), deutsch-polnische Autorin
- Tomasz Wałdoch (* 1971), Fußballspieler
- Magdalena Czarzyńska-Jachim (* 1972), Stadtpräsidentin von Sopot
- Adam Korol (* 1974), Ruderer
- Sławomir Nowak (* 1974), Politiker
- Joanna Chlebowska-Krause (* 1975), polnisch-deutsche Malerin und Fotografin
- Piotr Murdzia (* 1975), Schachspieler und Weltmeister im Lösen von Schachproblemen
- Beata Anna Schmutz (* 1975), deutsch-polnische Dramaturgin und Theaterregisseurin
- Agnieszka Chylińska (* 1976), Sängerin und Schauspielerin
- Paulina Kinaszewska (* 1976), Schauspielerin
- Krystyna Kowalik-Bańczyk (* 1976), Richterin am Gericht der Europäischen Union
- Piotr Przyborek (* 1976), Weihbischof in Danzig
- Grzegorz Szamotulski (* 1976), Fußballtorwart
- Dominik Bukowski (* 1977), Jazzmusiker
- Robert Kempiński (* 1977), Schachmeister
- Maciej Śledziecki (* 1977), Komponist
- Adam Borzęcki (* 1978), Eishockeyspieler
- Marlene Jablonski (* 1978), deutsche Buchautorin
- Jarosław Bieniuk (* 1979), Fußballspieler
- Aleksandra Dulkiewicz (* 1979), Stadtpräsidentin seit 2019
- Przemysław Frasunkiewicz (* 1979), Basketballtrainer und -spieler
- Przemysław Miarczyński (* 1979), Windsurfer
- Magdalena Mroczkiewicz (* 1979), Fechterin
- Magdalena Tul (* 1980), Popmusikerin und Musicaldarstellerin

#### 1981–2000
- Agnieszka Wolska (* 1981), Handballspielerin
- Jakobe Mansztajn (* 1982), Dichter und Blogger
- Ewelina Nowicka (* 1982), Geigerin und Komponistin
- Łukasz Wójt (* 1982), deutsch-polnischer Triathlet
- Lukas Dawidowski (* 1983), deutsch-polnischer Basketballspieler
- Joanna Duda (* 1983), Jazzmusikerin
- Błażej Kaczorowski (* 1983), Politiker
- Karol Nawrocki (* 1983), Historiker und Politiker, Staatspräsident Polens
- Filip Drzewiecki (* 1984), Eishockeyspieler
- Magdalena Frąckowiak (* 1984), Model
- Grzegorz Kwiatkowski (* 1984), Lyriker und Sänger
- Łukasz Szukała (* 1984), deutsch-polnischer Fußballspieler
- Anna Ewelina (geb. Anna Ewelina Cieplinski; * 1985), deutsch-polnische Schauspielerin, Musikerin und Synchronsprecherin
- Aleksandra Kosiorek (* 1985), Kommunalpolitikerin, Stadtpräsidentin von Gdynia
- Przemysław Odrobny (* 1985), Eishockeytorwart
- Michael Hildebrandt (* 1986), deutscher Regisseur, Drehbuchautor, Webvideoproduzent und Darsteller
- Marta Nawrocka (* 1986), First Lady Polens
- Mateusz Rompkowski (* 1986), Eishockeyspieler
- Jarosław Rzeszutko (* 1986), Eishockeyspieler
- Marta Stobba (* 1986), Fußballnationalspielerin
- Maciej Urbanowicz (* 1986), Eishockeyspieler
- Matthias Zera (geb. Maciej Zera; * 1987), deutsch-polnischer Schauspieler
- Tomasz Jabłoński (* 1988), Boxer im Mittelgewicht
- Damian Kostrzewa (* 1988), Handballspieler
- Jarosław Lindner (geb. Jarosław Ciarczyński; * 1988), deutsch-polnischer Fußballspieler
- Piotr Witkowski (* 1988), Schauspieler
- Natalia Partyka (* 1989), Tischtennisspielerin
- Karolina Szwed-Ørneborg (* 1989), Handballspielerin
- Daria Pogorzelec (* 1990), Judoka
- Hania Rani (geb. Hanna Raniszewska; * 1990), Pianistin, Komponistin und Sängerin der Neoklassik
- Aron Chmielewski (* 1991), Eishockeyspieler
- Szymon Marzec (* 1991), Eishockeyspieler
- Paweł Niewrzawa (* 1992), Handballspieler
- Michał Szromnik (* 1993), Fußballtorwart
- Mateusz Biskup (* 1994), Ruderer
- Marta Wieliczko (* 1994), Ruderin
- Monika Zapalska (* 1994), deutsche Leichtathletin
- Przemysław Frankowski (* 1995), Fußballspieler
- Alexander Karachun  (* 1995), deutsch-belarussischer Eishockeyspieler
- Krzysztof Komarzewski (* 1998), Handballspieler
- Wojciech Stachowiak (* 1999), deutsch-polnischer Eishockeyspieler
- Paulina Uścinowicz (* 1999), Handballspielerin

### 21. Jahrhundert
- Kinga Gacka (* 2001), Sprinterin
- Filip Pieczonka (* 2004), Tennisspieler
- Kacper Urbański (* 2004), Fußballspieler
- Zuzanna Pawlikowska (* 2005), Tennisspielerin

## Mit Danzig verbundene Persönlichkeiten

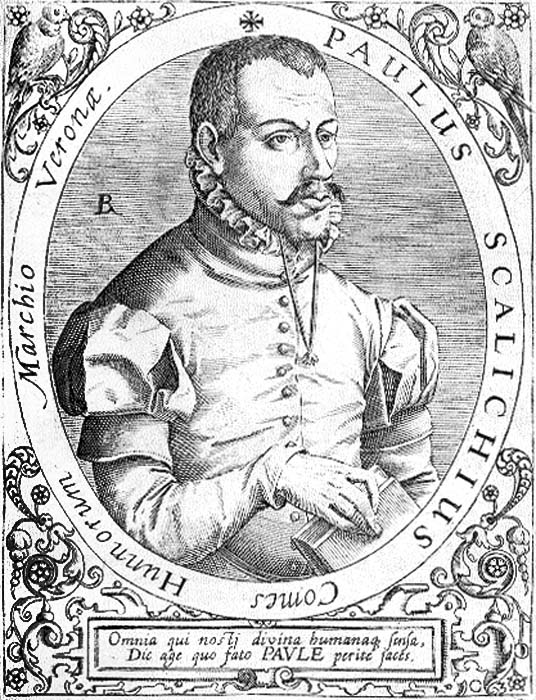
Pavao Skalić
(1534–1575)

- Michael Küchmeister von Sternberg (1360/70–1423), Hochmeister des Deutschen Ordens; starb in Danzig
- Paul Beneke (≈ 1420–1480), Kaperkapitän und Ratsherr
- Konrad Baumgarten (fl. 1498/99), erster Buchdrucker in Danzig
- Martin Tretter (fl. 1505/06), Buchdrucker
- Karl Bastard von Geldern (1507/08–1568), Maréchal de camp und Kriegshauptmann der Stadt Danzig
- Johann Placotomus (1514–1577), Mediziner und Pädagoge
- Giovanni Bernardino Bonifacio (1517–1597), italienischer Graf, Humanist, Buchsammler, Bibliothekar und Gründer der Stadtbibliothek Danzigs 1591–1596
- Erhardus Sperber (1529–1608), theologischer Schriftsteller
- Achatius Cureus (1531–1594), Autor und Lyriker
- Pavao Skalić (1534–1575), kroatischer Humanist, Priester und Universalgelehrter; starb während einer Reise nach Preußen in Danzig
- Caspar Schütz (1540–1594), Historiker
- Johann Martini (1558–1629), deutscher Schulmann, Rektor der Marienschule zu Danzig von 1603 bis 1629
- Anton Möller (1563–1611), Maler und Graphiker, „Maler von Danzig“
- Andreas Hakenberger (1574–1627), Komponist und Kapellmeister
- Martin Opitz (1597–1639), Barockdichter
- Ludwig Wichtendal der Jüngere (* ≈1600), deutscher Bronzegießer
- Johann Maukisch (1617–1669), Pastor bei St. Trinitas, Professor am Akademischen Gymnasium, Kirchenlieddichter für das Danziger Gesangbuch
- Johann Peter Titz (1619–1689), deutscher Pädagoge, Dichter und Poetiker
- Andreas Stech (1635–1697), Barockmaler
- Abraham Calov (1612–1686), 1643 Rektor des Danziger Gymnasiums, Mathematiker, Theologe
- Johannes Sartorius (1656–1729), ab 1704 Professor am Gymnasium
- Jacob Theodor Klein (1685–1759), preußischer Rechts- und Geschichtswissenschaftler, Botaniker, Mathematiker und Diplomat
- Michael Christoph Hanow (Hanov) (1695–1773), Mathematiker, Historiker, Meteorologe
- Gottlieb Wernsdorf I. (1717–1774), Pädagoge und Autor
- Christoph Cölestin Mrongovius (1764–1855), protestantischer Pastor, Schriftsteller, Philosoph, Sprachwissenschaftler und Übersetzer
- Alexander Gibsone (1770–1836), schottischer Großkaufmann in Danzig
- Eduard Ferdinand Geiseler (1781–1837), deutscher Apotheker, Arzt und Botaniker, Leiter des Stadtkrankenhauses Danzig
- Wilhelm August Förstemann (1791–1836), deutscher Mathematiker und Pädagoge
- August Julius Edmund Pflugk (1803–1839), Klassischer Philologe, wuchs in Danzig auf und war Gymnasiallehrer dort
- Albert Wilhelm Kafemann (1819–1891),[2] geboren in Marienburg, Danziger Buchhändler, Verleger, Redakteur und Herausgeber der Danziger Zeitung. Sein gleichnamiger Verlag existierte noch 1939.
- Artur Brausewetter (1864–1946), evangelischer Pfarrer und Schriftsteller
- Julius Mugler (1872–1933), deutscher Marine-Oberbaurat und Maschinenbau-Betriebsdirektor
- Paul Albert Glaeser-Wilken (1874–1942), Schauspieler und Regisseur; wirkte am Danziger Stadttheater von 1905 bis 1909
- Erwin Liek (1878–1935), Arzt und Publizist
- Arno Schmidt (1879–1967), deutscher Historiker und Volkskundler; wirkte von 1908 bis 1945 in Danzig
- Franz Josef Wothe (1910–1994), Pfarrer in Danzig; nach dem Krieg Apostolischer Visitator für die vertriebenen Danziger Katholiken
- Lilly Kröhnert (1912–1996), Malerin und Bildhauerin
- Lech Bądkowski (1920–1984), Schriftsteller, Journalist und Politiker
- Janusz Leon Wiśniewski (* 1954), Wissenschaftler und Schriftsteller